# 鲁伊·巴尔博扎
鲁伊·巴尔博扎是巴西巴伊亚州的一个市镇。总面积2128.936平方公里，总人口28278人，人口密度13.3人/平方公里。